# 四川省江安中学校

四川省江安中学校（英語：Sichuan Jiangan Middle School），简称江安中学或江中，是位于四川省宜宾市江安县的一所省一级示范性普通高级中学。该校的前身为清代设立的“龙门书院”，距今已有200余年的历史。
2003年底，江安中学被省教厅批准为“四川省示范性普通高中”。2023年8月30日，被四川省教育厅、四川省人力资源社会保障]授予“四川省教育工作先进集体”称号。

## 历史
江安中学的历史最早可以追溯到南宋乾道时，泸州隐士吕伯祜在江安县城东70里设馆授徒。清乾隆五十二年（公元1788年），龙门书院迁到现江安中学所在地。光绪二十八年（公元1902年）改书院为学堂。
辛亥革命后，民国三年（公元1914年）定名为四川省立第三中学校，简称“省三中”，同年与县中合并。1935年，更名为“四川省立江安中学校”。
中华人民共和国成立后，1953年，“省署令”将学校再更名为“四川省江安中学校”，此名沿用至今。2003年底被省教厅批准为“四川省示范性普通高中”。